# Китайсько-римські відносини
Китайсько-римські відносини включали (переважно непрямі) контакти та потоки торгових товарів, інформації та випадкових мандрівників між Римською імперією та Китайською імперією Хань, а також між пізнішою Східною Римською імперією та різними китайськими династіями. Ці імперії все ближче наближалися одна до одної в ході римської експансії на стародавній Близький Схід і одночасних військових вторгнень ханьців у Центральну Азію. Взаємна поінформованість залишалася низькою, а тверді знання один про одного були обмеженими. Збережені записи свідчать лише про декілька спроб прямого контакту. Проміжні імперії, як-от Парфяни та Кушани, прагнучи зберегти контроль над прибутковою торгівлею шовком, перешкоджали прямому контакту між цими двома євразійськими державами.
У 97 році н. е. китайський полководець Бань Чао намагався відправити свого посланця Гань Іна до Риму, але парфяни відрадили Гана відважитися виходити за межі Перської затоки. Стародавні китайські історики записали кількох імовірних римських емісарів до Китаю. Перший запис, імовірно, від римського імператора Антоніна Пія або від його прийомного сина Марка Аврелія, прибув у 166 році н. е. Інші записані як прибулі в 226 і 284 роках н. е., після чого настала велика перерва до першого зареєстрованого візантійського посольства в 643 році н. е.
Непрямий обмін товарами на суші вздовж Шовкового шляху та морських шляхів передбачав (наприклад) китайський шовк, римський скляний посуд та високоякісне сукно. У Китаї знайдено римські монети, карбовані з I ст. н. е., а також монету Максиміана (римського імператора з 286 по 305 рр. н. е.) та медальйони часів правління Антоніна Пія (правління 138—161 рр. н. е.) і Марка Аврелія (161—180 рр. н. е.) у Цзяочжі (сучасний В'єтнам), тому самому регіоні, де, як стверджують китайські джерела, римляни вперше висадилися. Римські скляні та срібні вироби були виявлені на китайських археологічних пам'ятках, датованих періодом Хань (202 р. до н. е. до 220 р. н. е.). Римські монети та скляні намистини також були знайдені в Японії.
У класичних джерелах проблема ідентифікації згадок про стародавній Китай загострюється через тлумачення латинського терміна Seres, значення якого коливалося і могло означати кілька азійських народів у широкій дузі від Індії через Центральну Азію до Китаю. У китайських записах Римська імперія стала відома як Дацинь або Великий Цинь. Китайські джерела безпосередньо пов'язували Дацинь із пізнішим Фуліном (拂菻), зокрема такі вчені, як Фрідріх Хірт, визначили як Візантійську імперію. Китайські джерела описують кілька посольств Фуліна, які прибули до Китаю під час династії Тан (618—907 рр. н. е.), а також згадують облогу Константинополя силами Муавії I у 674—678 рр. н. е.
Географи Римської імперії, як-от Птолемей у II ст. н. е., надали приблизний начерк східної частини Індійського океану, включаючи Малайський півострів і за його межами Сіамську затоку та Південнокитайське море. «Каттігара» Птолемея, швидше за все, була Ок Ео, В'єтнам, де були знайдені римські речі епохи Антоніна. Давньокитайські географи продемонстрували загальні знання Західної Азії та східних провінцій Риму.
Візантійський історик VII ст. н. е. Теофілакт Сімокатта писав про возз'єднання Китаю під час сучасної династії Суй (581—618 рр. н. е.), зазначаючи, що північна і південна половини були окремими націями, які нещодавно перебувають у стані війни. Це відображає як завоювання Ченя імператором Венем із Суя (правління 581—604 рр. н. е.), так і імена Катай і Мангі, які використовували пізні середньовічні європейці в Китаї під час династії Юань (1271–1368) і Хань. — Китайська династія Південна Сун (1127–1279).

## Географічні рахунки та картографія

### Римська географія

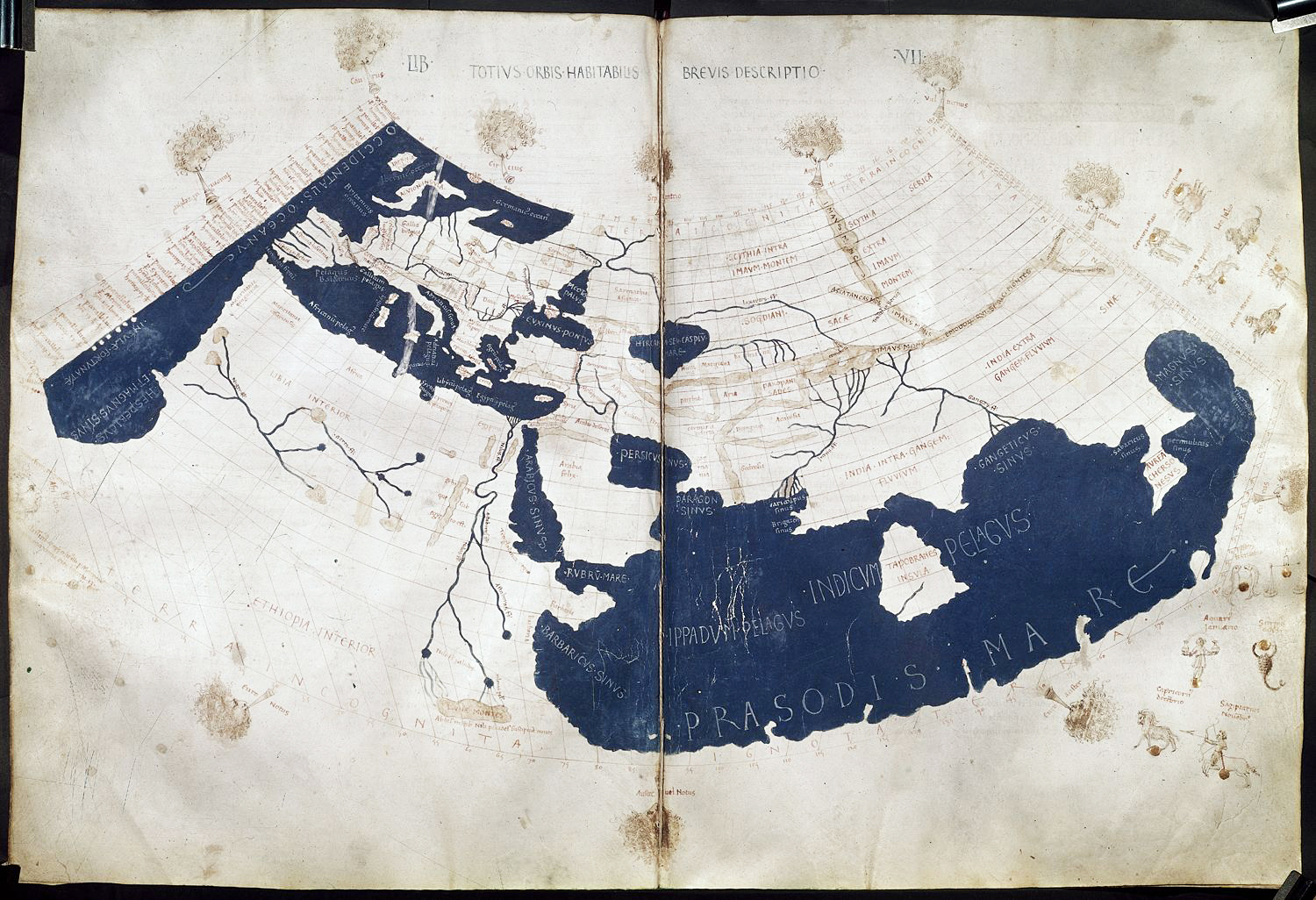
Реконструкція першої проєкції Птолемея епохи Відродження, на якій зображено землю шовку (Серіка) у північно-східній Азії наприкінці сухопутного шовкового шляху, та землю Цінь (Сінае) у південно-східній Азії наприкінці морських торгових шляхів; 1450–1475 рр. н. е. Авторство приписується Франческо ді Антоніо дель К'єріко, переклад з грецької на латину здійснили Мануїл Хрисолор та Джакопо д'Анджело.

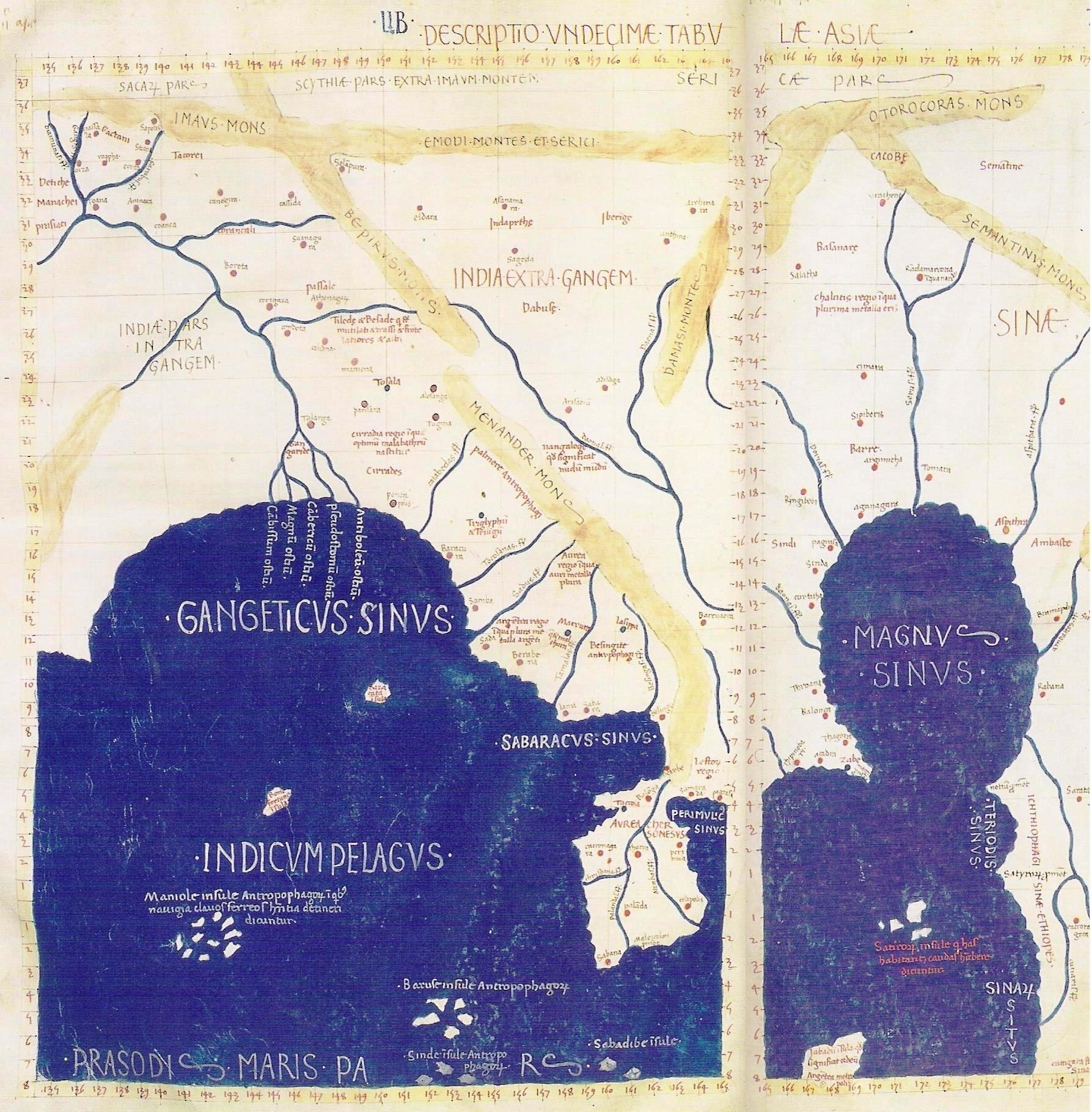
Реконструкція 11-ї регіональної карти Азії Птолемея епохи Відродження з затокою Ганг ліворуч, Золотим півостровом (Малакка) у центрі та Великою затокою (Сіамською затокою) праворуч; землі Сінае розташовані на його північному та східному берегах.

Починаючи з I ст. до н. е. з Вергілія, Горація та Страбона, римські історії пропонують лише туманні згадки про Китай і народ Серес, що виробляв шовк, на Далекому Сході, які, можливо, були стародавніми китайцями. Географ I ст. до н. е. Помпоній Мела стверджував, що землі Сера утворюють центр узбережжя східного океану, з боків якого на півдні знаходиться Індія, а на півночі — скіфи Євразійського степу. Римський історик II ст. н. е. Флор, схоже, переплутав сери з народами Індії або, принаймні, зазначив, що колір їхньої шкіри доводить, що вони обидва жили «під іншим небом», ніж римляни. Римські автори загалом, схоже, були збентежені щодо того, де були розташовані Сери, у Центральній Азії чи Східній Азії. Історик Амміан Марцеллін (бл. 330 — бл. 400 р. н. е.) писав, що земля Сера була оточена «високими стінами» навколо річки під назвою Баутіс, що, можливо, є описом річки Хуанхе.
Про існування Китаю було відомо римським картографам, але їхнє розуміння цього було менш певним. Географія Птолемея II ст. н. е. відокремлює Землю шовку (Серіка) в кінці сухопутного шовкового шляху від землі Цинь (Синай), до якої можна дістатися морем. Сіни розташовані на північному березі Великої затоки (Magnus Sinus) на схід від Золотого півострова (Aurea Chersonesus, Малайський півострів). Їхній головний порт Каттігара, схоже, був у нижній дельті Меконгу. Велика затока була об'єднаною затокою Таїланду та Південнокитайського моря, оскільки переконання Марина Тирського та Птолемея, що Індійський океан є внутрішнім морем, змусило їх вигнути узбережжя Камбоджі на південь за екватор, перш ніж повернути на захід, щоб приєднатися до південного Лівія (Африка). Значна частина цього надається як невідомі землі, але північно-східна область знаходиться під Сінами.
Класичні географи, як-от Страбон і Пліній Старший, повільно включали нову інформацію у свої роботи, і, будучи шанованими вченими, вони, здавалося, були упереджені по відношенню до низьких купців та їхніх топографічних звітів. Робота Птолемея є відривом від цього, оскільки він продемонстрував відкритість до їхніх рахунків і не зміг би так точно накреслити Бенгальську затоку без участі торговців. У I ст. н. е. Перипл з Ерітреського моря, його анонімний грекомовний автор, купець римського Єгипту, надає такі яскраві розповіді про східні торгові міста, що очевидно, що він відвідав багато з них. Сюди входять місця в Аравії, Пакистані та Індії, зокрема час у дорозі з річок і міст, де кинути якір, розташування королівських дворів, спосіб життя місцевих жителів та товари, які можна знайти на їхніх ринках, а також сприятливий час року для відпливу з Єгипту до цих місць, щоб зловити мусонні вітри. У Periplus також згадується велике внутрішнє місто, Тіна (або Сіна), в країні під назвою Цей, яка, можливо, простягалася аж до Каспію. У тексті зазначається, що вироблений там шовк діставався до сусідньої Індії через Ганг і до Бактрії сухопутним шляхом. Марін і Птолемей покладалися на свідчення грецького моряка на ім'я Олександр, ймовірно, купця, як дістатися до Каттігари (скоріше за все, Ок Ео, В'єтнам). Олександр (грец. Alexandros) згадує, що основною кінцевою зупинкою для римських торговців було бірманське місто Тамала на північному заході Малайського півострова, де індійські купці мандрували по суші через перешийок Кра, щоб досягти Перімулікської затоки (Таїландська затока). Александрос стверджував, що з Таїланду до порту під назвою «Забія» (або Заба) на півдні В'єтнаму пішло двадцять днів. За його словами, можна було б продовжувати вздовж узбережжя (південного В'єтнаму) від Забії, поки не досягне торгового порту Каттігара через невизначену кількість днів (причому «деякі» інтерпретуються як «багато» Маринусом). Загалом, сучасні історичні вчені стверджують, що купці зі східної частини Римської імперії контактували з народами Китаю, Шрі-Ланки, Індії та імперії Кушана.
Косма Індікоплевст, східно-римський (візантійський) грецький монах з Олександрії в VI ст. н. е. та колишній купець із досвідом торгівлі в Індійському океані, був першим римлянами, хто чітко написав про Китай у своїй християнській топографії (близько 550 р. н. е.). Він назвав її країною Циніста (що можна порівняти з санскритським Китайстана та сирійським Сіністаном із несторіанської стели Сіань, Китай), розташованої в східній Азії. Він пояснив морський шлях до нього (спочатку пливе на схід, а потім на північ угору по південному узбережжю азійського континенту) і той факт, що гвоздика надходила цим шляхом на Шрі-Ланку для продажу. До часів східно-римського правителя Юстиніана I (527—565 рр. н. е.) візантійці купували китайський шовк у согдійських посередників. Вони також контрабандою вивозили шовкопрядів із Китаю за допомогою ченців-несторіанців, які стверджували, що земля Серіндія знаходиться на північ від Індії і виробляє найтонший шовк. Провозячи контрабанду шовкопрядів і виробляючи власний шовк, візантійці могли обійти китайську торгівлю шовком, в якій домінували їхні головні суперники — Сасанидська імперія.
Від тюркських народів Центральної Азії в період Північної Вей (386—535 рр. н. е.) східні римляни отримали ще одну назву Китаю: Таугаст (старотюркська: Табхач). Теофілакт Сімокатта, історик за правління Іраклія (610—641 рр. н. е.), писав, що Таугаст (або Таугас) був великою східною імперією, колонізованою тюрками, зі столицею в 2400 кілометрах на північний схід від Індії, яку він назвав Хубдан (від тюркського слова Khumdan, що використовується для суї і столиця Тан Чан'ань), де сповідували ідолопоклонство, але люди були мудрими й жили за справедливими законами. Він зобразив китайську імперію як розділену великою річкою (Янцзи), яка служила кордоном між двома ворогуючими державами; під час правління візантійського імператора Мавріція (582—602 рр. н. е.) сіверяни, одягнені в «чорні халати», завоювали «червоні пальто» півдня (чорний колір був характерним кольором, який носили люди Шеньсі, місце розташування столиці Суй Суй Чанг' за словами перського мандрівника XVI ст. Хаджі Магомеда, або Чаггі Мемета). Ця розповідь може відповідати завоюванням династії Чень і возз'єднання Китаю імператором Суй Вень (581—604 рр. н. е.). Сімокатта називає їхнього правителя Тайсоном, що, як він стверджував, означало Син Божий, або корелюючи з китайським Тяньцзи (Син Неба), або навіть з ім'ям сучасного правителя, імператора Тайцзуна з Тан (626—649 рр. н. е.). Пізніші середньовічні європейці в Китаї писали про це як про дві окремі країни з Катаєм на півночі та Мангі на півдні в період, коли династія Юань на чолі з монгольським правителем Хубілай-ханом (правління 1260–1294 н. е.) завоювала династію Південна Сун.

### Китайська географія

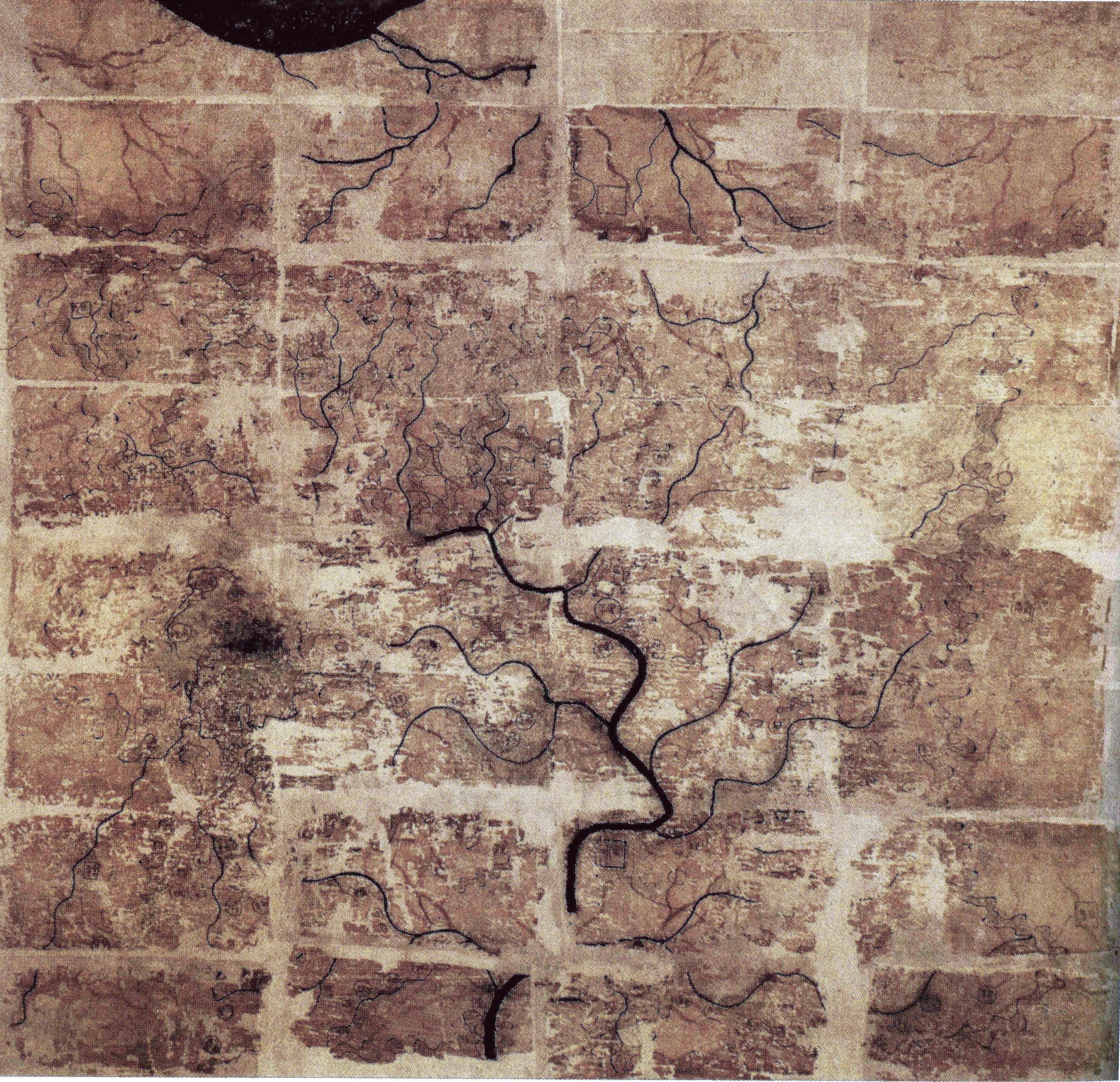
Шовкова карта ранньої Західної Хань, яку знайшли у 3-й могилі у похованні Мавандуй, де видно королівство Чанша та королівство Наньюе (В'єтнам) у Південному Китаї (південь показано зверху), II століття до н. е.

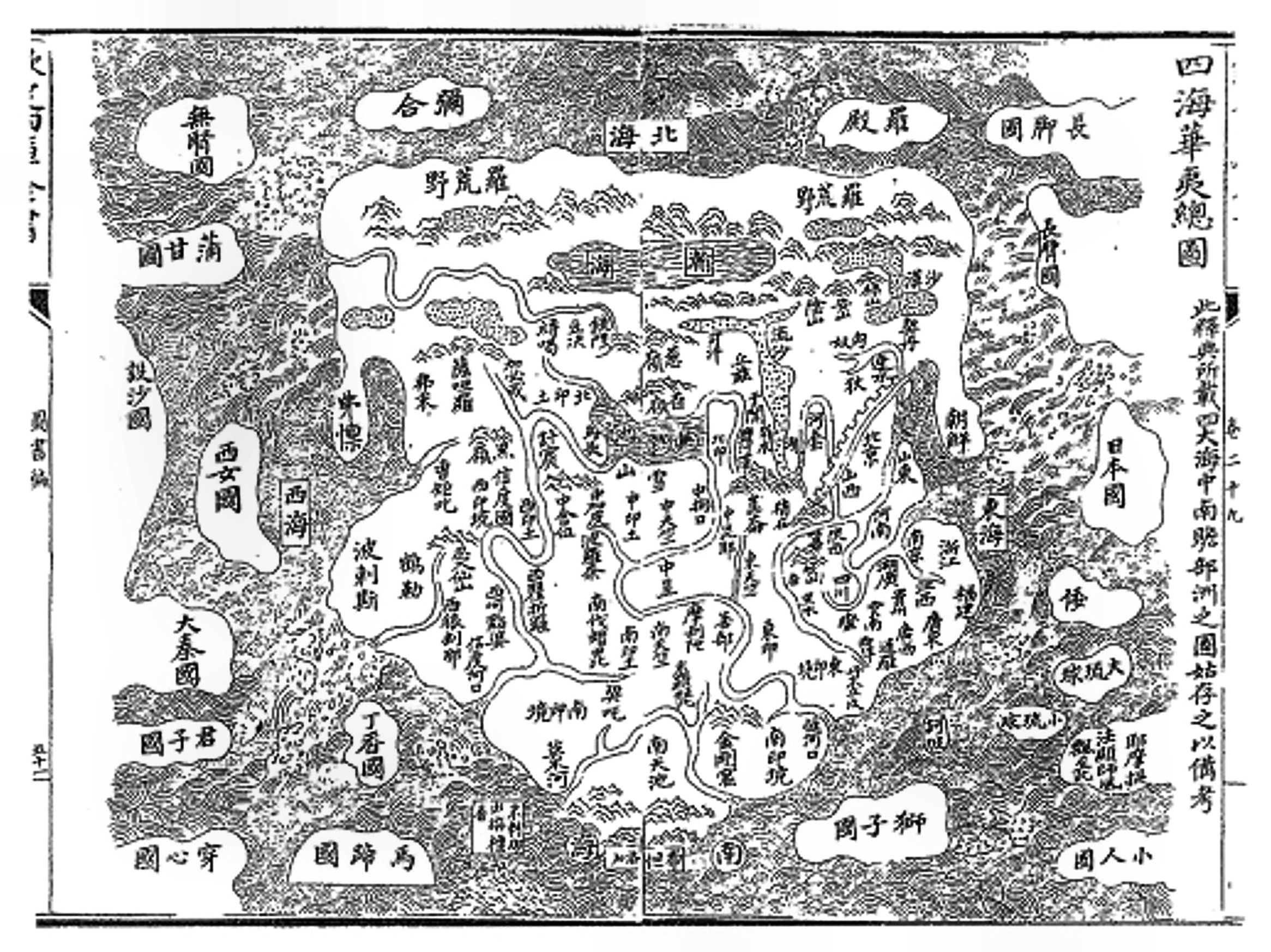
Даціньґуо (大秦國) показаний на західному краї цієї китайської карти світу часів Династії Мін, Карта чотирьох морів, Китаю та варварів, датованій 1532 роком н. е.

Детальні географічні відомості про Римську імперію, принаймні її східні території, надаються в традиційній китайській історіографії. У «Шіджі» Сіма Цяня (бл. 145—86 рр. до н. е.) подано описи країн Центральної та Західної Азії. Ці розповіді значно розширилися в «Книзі Хань», співавторами якої були Бан Гу та його сестра Бан Чжао, молодші брати і сестри полководця Бан Чао, який керував військовими подвигами в Центральній Азії, перш ніж повернутися до Китаю в 102 році н. е. Найзахідніші території Азії, описані в Книзі Пізньої Хань, складеній Фан Є (398—445 рр. н. е.), лягли в основу майже всіх пізніших розповідей про Дациня. Ці розповіді, скоріше за все, обмежуються Левантом, зокрема Сирією.
Історичний лінгвіст Едвін Г. Пуллібланк пояснює, що китайські історики вважали Дацинь свого роду «контр-Китаєм», розташованим на протилежному кінці їхнього відомого світу. За словами Пуллібланка, «китайську концепцію Да Циня з самого початку плутали з стародавніми міфологічними уявленнями про далекий захід». З китайської точки зору, за словами Кріштіни Гоппал, Римська імперія вважалася «далекою і, отже, містичною країною». Китайські історії чітко пов'язують Дацинь і Ліцзянь (також «Лі-кан», або Сирію) як належність до однієї країни; за Юл, Д. Д. Леслі та К. Х. Г. Гардінером, найраніші описи Ліцзяна в Шиджі виділили його як імперію Селевкідів елліністичної епохи. Надає певний лінгвістичний аналіз, щоб оспорити їхню пропозицію, стверджуючи, що Тяочжи (條支) в Шиджі, швидше за все, був імперією Селевкідів і що Ліцзянь, хоча й досі погано зрозумілий, можна ототожнити з Гірканією в Ірані чи навіть Олександрії в Єгипті.
Weilüe Ю Хуана (близько 239—265 рр. н. е.), що зберігається в анотаціях до «Записів трьох королівств» (опублікованих у 429 р. н. е. Пей Сончжі), також містить подробиці про найсхіднішу частину римського світу, включаючи згадку про Середземне море. Для римського Єгипту книга пояснює розташування Олександрії, шляхи подорожі вздовж Нілу та тристоронній поділ дельти Нілу, Гептаноміса та Фіваїди. У своїй «Чжу Фань Чжи» митний інспектор Цюаньчжоу Чжао Ругуа (1170—1228 рр.) описав стародавній Александрійський маяк. І в Книзі пізнішого Хана, і в Вейлюе згадується «літаючий» понтонний міст (飛橋) через Євфрат у Зевгмі, Коммагена в Римській Анатолії. Weilüe також перерахував те, що він вважав найважливішими залежними васальними державами Римської імперії, надавши напрямки подорожі та оцінки відстаней між ними (у китайських милях, лі). Фрідріх Хірт (1885) визначив місця розташування та залежні держави Риму, названі в Weilüe; деякі з його ідентифікацій були оскаржені. Хірт ідентифікував Сі-фу (汜復) як Емесу; Джон Е. Хілл (2004) використовує лінгвістичні та ситуаційні докази, щоб стверджувати, що це була Петра в Набатейському королівстві, що була Петрою в Набатейському королівстві. був анексований Римом у 106 році н. е. під час правління Траяна.
У «Старій книзі Тан» і «Новій книзі Тан» записано, що араби (Da shi 大食) надіслали свого полководця Мо-ї (摩拽, піньїнь: Móyè, тобто Муавія I, намісник Сирії, а пізніше халіф Омеядів, р. 661—680 рр. н. е.) взяти в облогу візантійську столицю Константинополь і змусити візантійців платити їм данину. У тих же книгах також детально описується Константинополь, що має міцні гранітні стіни та водяний годинник із золотою статуєю людини. Генрі Юл зазначив, що в китайських джерелах згадується ім'я візантійського переговорника «Єньо» (патриція Іоанна Піціґаудеса), а посланець, якого не було названо в розповіді Едварда Гіббона про людину, послану до Дамаска для переговорів з Омеядами, після Кілька років потому через збільшення вимог до данини до візантійців. У «Новій книзі Тан та Венсянь Тонгкао» описується земля Нубії (королівство Куш або Аксум) як пустеля на південний захід від Візантійської імперії, яка була заражена малярією, де тубільці мали чорну шкіру і споживали перські фініки. Обговорюючи три основні релігії Нубії (Судан), Wenxian Tongkao згадує там релігію дацинь і день відпочинку, який відбувається кожні сім днів для тих, хто дотримується віри даші (арабів-мусульман). Він також повторює твердження в «Новій книзі Тан» про східно-римську хірургічну практику трепанації для видалення паразитів із мозку. Описи Нубії та Африканського рогу в Wenxian Tongkao були в кінцевому підсумку отримані від Jingxingji з Ду Хуана (кв. VIII ст. н. е.), китайського письменника-мандрівника, чий текст, збережений в Tongdian з Du You, можливо, є перше китайське джерело, що описує Ефіопію (Лаобоса), на додаток до опису Еритреї (Молін).

## Посольства та подорожі

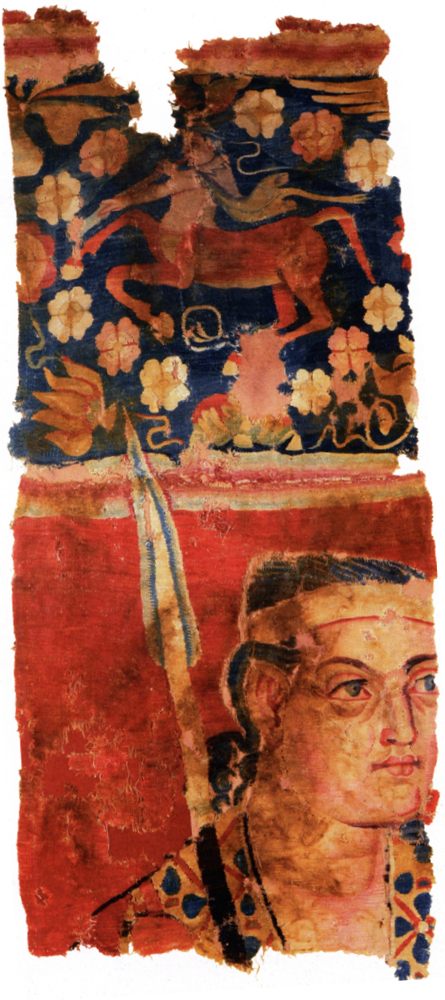
Сампульський гобелен, знайдений у повіті Лоп префектури Хотан у Сіньцзяні, на якій зображений, ймовірно, грецький солдат Греко-Бактрійського царства (250–125 рр. до н. е.) з синім кольором очей, озброєний списом та з діадемою на голові; вище нього зображений кентавр з грецької міфології, характерний грецький мотив. Зберігається у Музей Сіньцзяну.

### Прелюдія
Певний контакт, можливо, відбувся між елліністичними греками та династією Цинь наприкінці III ст. до н. е., після центральноазійських походів Олександра Македонського, царя Македонії, і створення відносно близьких до Китаю елліністичних королівств, як-от греко-бактрійське королівство. Розкопки на місці поховання першого імператора Китаю Цинь Ши Хуана (221—210 рр. до н. е.) свідчать про те, що стародавні греки, можливо, віддавали данину та підкорялися верховному всесвітньому правлінню імператора династії Хань китайської Цинь, даруючи йому подарунки з грецьким стилістикою та технологією. вплив на деякі твори мистецтва, знайдені там, у тому числі кілька прикладів знаменитої теракотової армії. Культурні обміни на таку ранню дату, як правило, розглядаються як припущення в академічних колах, але розкопки гробниці IV ст. до н. е. в провінції Ганьсу, що належить до штату Цинь, дали західні предмети, як-от скляні намистини та блакитний глазур (можливо, фаянс), мензурка середземноморського походження. Торговельні та дипломатичні відносини між китайською імперією Хань та залишками елліністичної грецької цивілізації під владою кочівника Да Юечжи почалися з подорожей по Центральній Азії посланця Хань Чжан Цяня (пом. 113 р. до н. е.). Він повернув до суду імператора Ву з Хань звіти про «Даюань» у Ферганській долині зі столицею в Олександрії Ешате та «Даксію» Бактрії на території нинішнього Афганістану та Таджикистану . Єдиним відомим римським мандрівником, який відвідав найсхідніші околиці Центральної Азії, був Мей Тіціан, сучасник Траяна в кінці I або на початку II ст. н. е., який відвідав «Кам'яну вежу», що був ідентифікований істориками як Ташкурган на китайському Памірі або подібний пам'ятник у долині Алая на захід від Кашгару, Сіньцзян, Китай.

### Посольство до Августа
Історик Флор описав візит численних посланців, у тому числі «серів» (можливо, китайців) до двору першого римського імператора Августа (27 р. до н. е. — 14 р. н. е.):
Навіть інші нації світу, які не підлягали імперському владі, розуміли його велич і з пошаною дивилися на римський народ, великого завойовника народів. Так навіть скіфи і сармати посилали послів шукати дружби з Римом. Ні, Сери прибули так само, і індіанці, які жили під вертикальним сонцем, приносячи подарунки з дорогоцінних каменів, перлів і слонів, але думаючи про меншу мить, ніж про величезну подорож, яку вони здійснили і яку, за їхніми словами, пройшли. чотири роки. Насправді потрібно було лише подивитися на їх колір обличчя, щоб побачити, що вони були людьми іншого світу, ніж наш.
У всьому корпусі римської літератури та історіографії Юль не зміг виявити жодної іншої згадки про таку пряму дипломатичну зустріч між римлянами та серами. Він припустив, що ці люди, швидше за все, були приватними купцями, ніж дипломатами, оскільки китайські записи наполягають на тому, що Гань Ін був першим китайцем, який досяг аж на захід до Тяочжі (條支; Месопотамія) у 97 році н. е. Юл зазначає, що в I ст. н. е. Періплюс згадував, що жителі Тіна (Синей) їх рідко бачили через труднощі з доступом до цієї країни. У ньому стверджується, що їхня країна, розташована під Малою Ведмедичкою і на найдальших невідомих течіях Каспійського моря, була джерелом шовку-сирцю і тонкого шовкового сукна, якими торгували по суші від Бактрії до Баригази, а також вниз по Гангу.

### Посланник Гань Ін

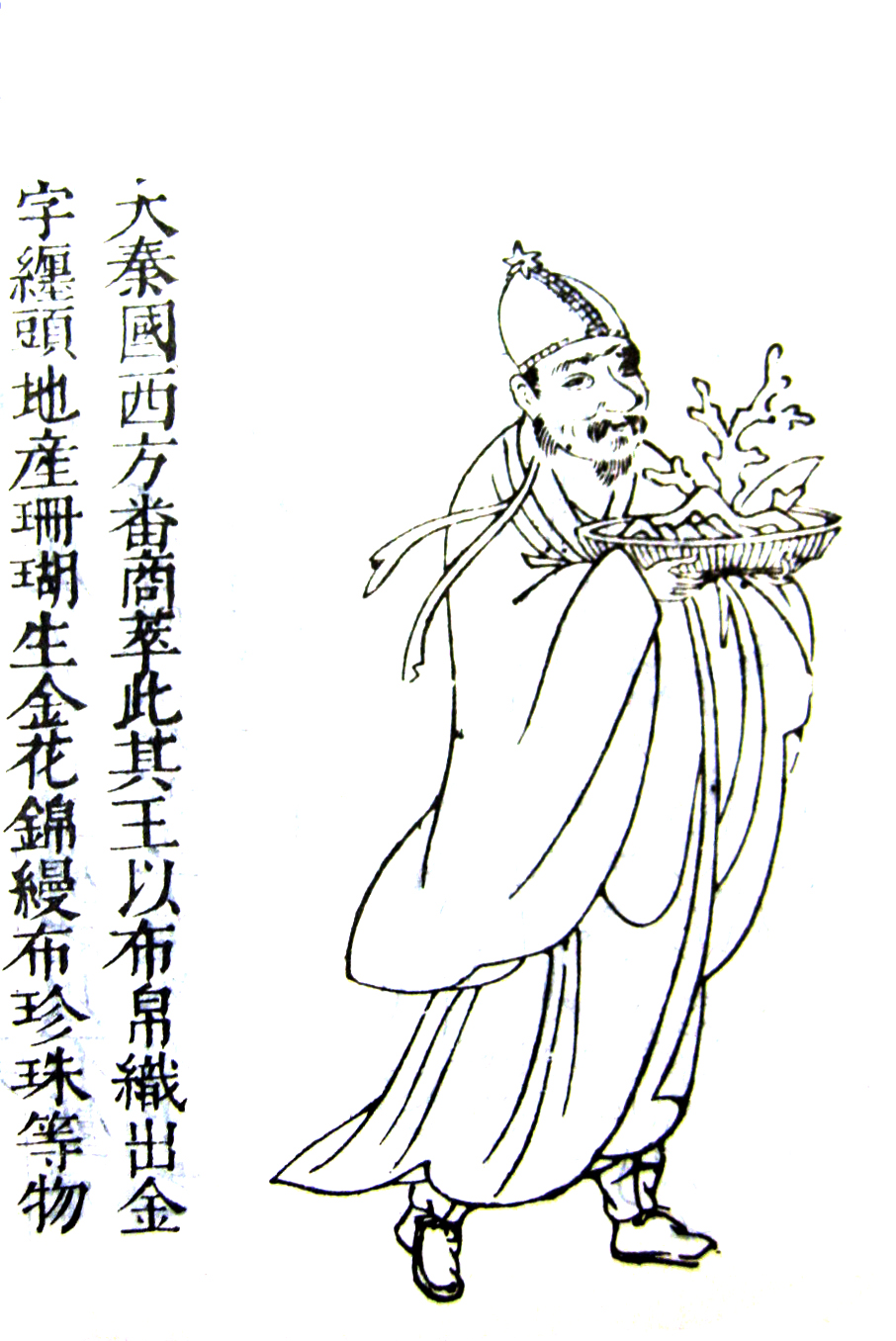
Китайське уявлення мешканців Дацінь, з енциклопедії часів династії Мін Саньцай Тухуей, 1609

Полководець Східної Хань Бан Чао (32—102 рр. н. е.) у серії військових успіхів, які повернули західні регіони (басейн Тарім у Сіньцзяні) під китайський контроль і сюзеренітет, переміг Да Юечжи в 90 р. н. е. і Північних Сюнну в 91 р. н. е., змушуючи підкоритися такі міста-держави, як Куча і Турфан, Хотан і Кашгар (індоєвропейські поселення тохарів і саків відповідно), і, нарешті, Карасахр у 94 році н. е. Посольство Парфянської імперії раніше прибуло до двору Хан у 89 році н. е., і, поки Бан перебував зі своєю армією в Хотані, інше парфянське посольство прибуло в 101 році н. е., цього разу принісши екзотичні подарунки, як-от страуси.
У 97 р. н. е. Бань Чао відправив посланця на ім'я Гань Ін досліджувати далекий захід. Ган пробрався з Тарімського басейну до Парфії і досяг Перської затоки. Ган залишив детальний опис західних країн; він, очевидно, дійшов аж до Месопотамії, яка тоді була під контролем Парфянської імперії. Він мав намір відплисти до Римської імперії, але був розчарований, коли сказали, що подорож небезпечна і може тривати два роки. Злякавшись, він повернувся до Китаю, принісши багато нової інформації про країни на захід від контрольованих Китаєм територій аж до Середземноморського басейну.
Вважається, що Гань Ін залишив розповідь про Римську імперію (китайською мовою Дацинь), яка спиралася на вторинні джерела — ймовірно, моряків у портах, які він відвідував. У «Книзі Пізньої Хань» воно знаходиться в Хайсі («на захід від моря», або римський Єгипет; море відоме грекам і римлянам як Ерітреське море, яке включало Перську затоку, Аравійське море та Червоне море).
Його територія простягається на кілька тисяч лі (яка за часів династії Хань дорівнювала 415,8 метра). Вони встановили періодично поштові реле, які всі оштукатурені й побілені. Є сосни і кипариси, а також дерева і рослини всіх видів. Він налічує понад чотириста міст, обнесених стінами. Існує кілька десятків менших залежних королівств. Стіни міст кам'яні.
У «Книзі Пізньої Хань» дається позитивний, хоча й неточний погляд на римське управління:
Їхні королі не є постійними правителями, але вони призначають людей заслуг. Коли в країні настає серйозне лихо або передчасні дощі, короля скидають і замінюють іншим. Звільнений від своїх обов'язків без нарікання підкоряється своїй деградації. Жителі цієї країни високі та добре сформовані, чимось схожі на хань [китайців], звідки їх називають [дацинь].
Юл зауважив, що хоча опис римської конституції та продуктів був спотворений, «Книга пізнішого ханьця» запропонувала точне зображення коралового промислу в Середземному морі. Корал був дуже цінним предметом розкоші в Ханьському Китаї, імпортованим серед інших предметів з Індії (переважно наземним і, можливо, також морем), в останньому регіоні римляни продавали корали та отримували перлини. Оригінальний список римських виробів, наведених у Книзі Пізньої Хань, як-от морський шовк, скло, бурштин, кіноварь та азбестове полотно, розширено у Weilüe. Weilüe також стверджував, що в 134 році н. е. правитель королівства Шуле (Кашгар), який був заручником при дворі Кушанської імперії, запропонував сині (або зелені) дорогоцінні камені, які походять із Хайсі, як подарунки двору Східної Хань. Фань Є, редактор «Книги пізніше Хань», писав, що колишні покоління китайців ніколи не досягали цих далеких західних регіонів, але звіт Гань Ін відкрив китайцям їхні землі, звичаї та продукти. У «Книзі Пізньої Хань» також стверджується, що парфяни (кит.: 安息; Anxi) хотіли «контролювати торгівлю різнокольоровим китайським шовком» і тому навмисно заблокували римлянам доступ до Китаю.

### Можливі римські греки в Бірмі та Китаї

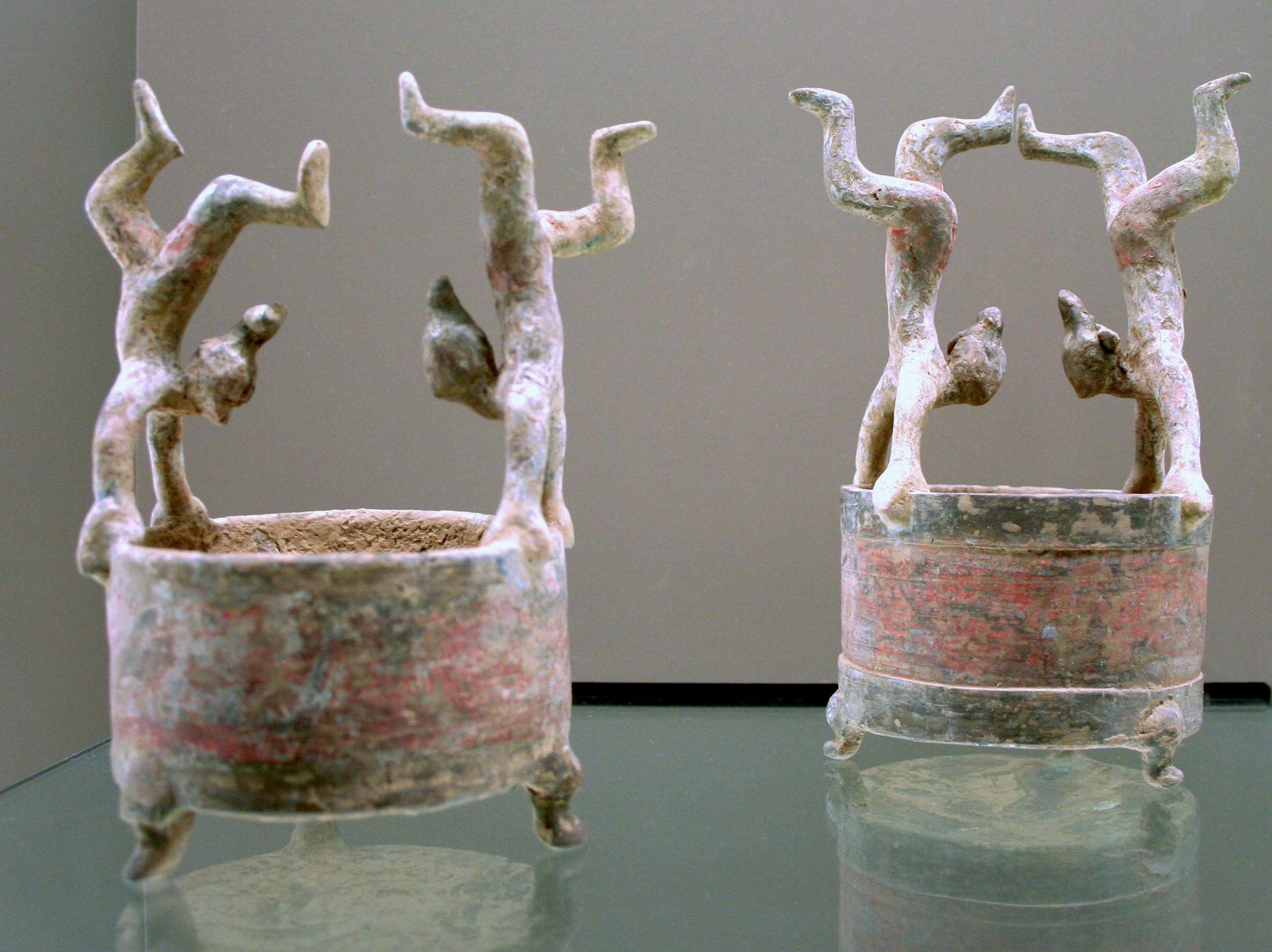
Керамічні вироби часів Східної Хань, що показують акробатів, що балансують на руках по краях. У «Ши цзі» та «Ханьшу» заявляється, що Мітрідат II, цар Парфії, відправляв до двору імператора Хань У-ді дари, зокрема сирійських жонглерів. У Хоу Ханьшу стверджується, що цар Бірми відправляв до двору імператора пізньої Хань, Ань-ді, акробатів з Дацінь у 120 році н.е.

Можливо, що король Бірми представив групу грецьких акробатичних виконавців, які стверджували, що вони родом із місця «на захід від морів» (Римський Єгипет, який у «Книзі Пізньої Хань» стосувалась імперії Дацинь). Імператор Хань Ан у 120 році н. е. Відомо, що як у Парфянській імперії, так і в Кушанській імперії в Азії етнічні греки продовжували працювати після елліністичного періоду як музиканти та спортсмени. У «Книзі пізніше Хань» сказано, що імператор Ань перевіз цих артистів зі своєї сільської резиденції до столиці Лояна, де вони виступили при його дворі й були нагороджені золотом, сріблом та іншими подарунками. Стосовно походження цих артистів, Рауль Маклафлін припускає, що римляни продавали рабів бірманцям і що саме таким чином артисти первісно дісталися Бірми, перш ніж їх направив бірманський правитель до імператора Ана в Китай. Тим часом сирійські жонглери були відомі в західній класичній літературі, і китайські джерела з II ст. до н. е. до II ст. н. е. також згадують їх.

## Торгові відносини

### Римський експорт до Китаю

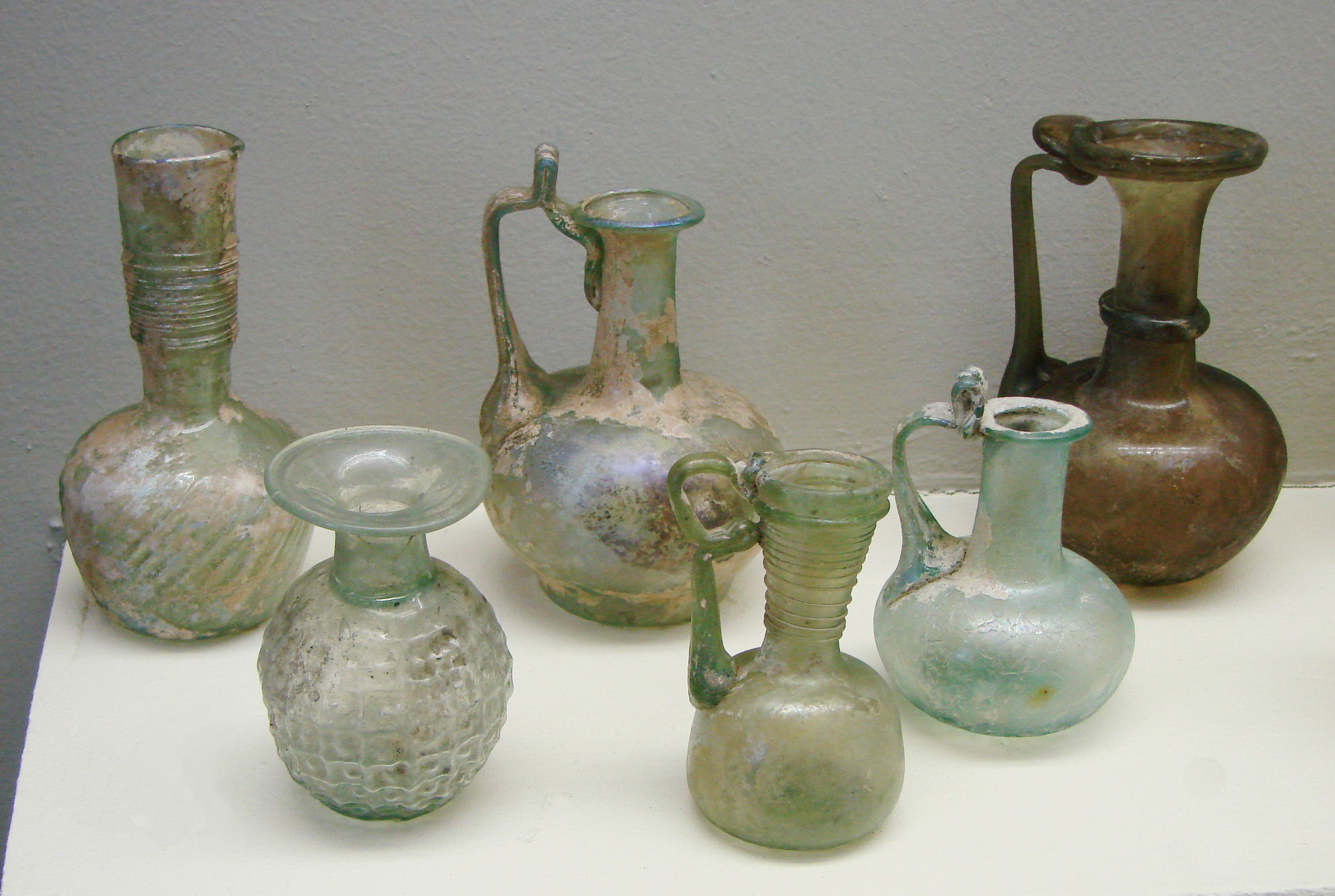
Римські скляні вироби, датовані II ст. н. е.

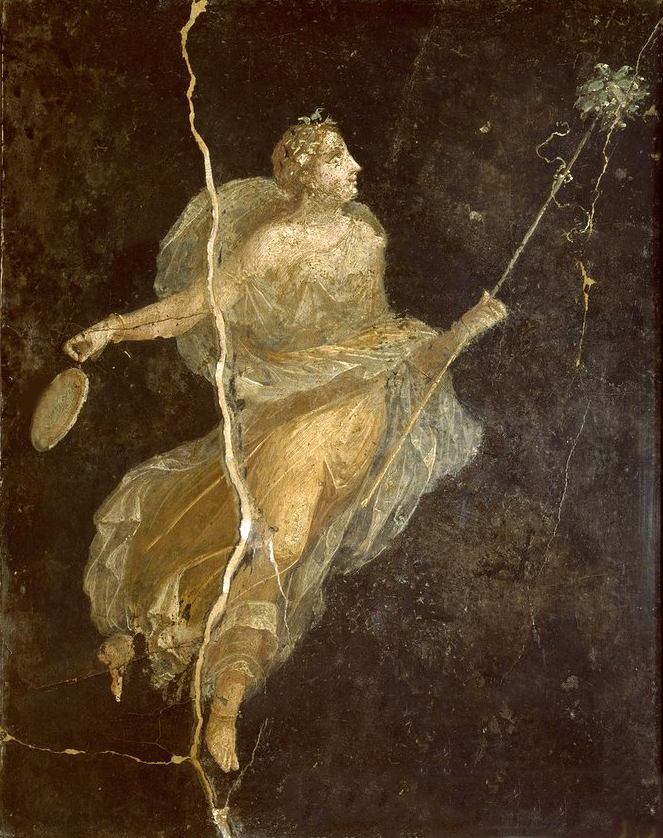
Римська фреска з Помпеїв, на якій зображена менада у шовковому платті. Зберігається у Національному археологічному музеї в Неаполі.

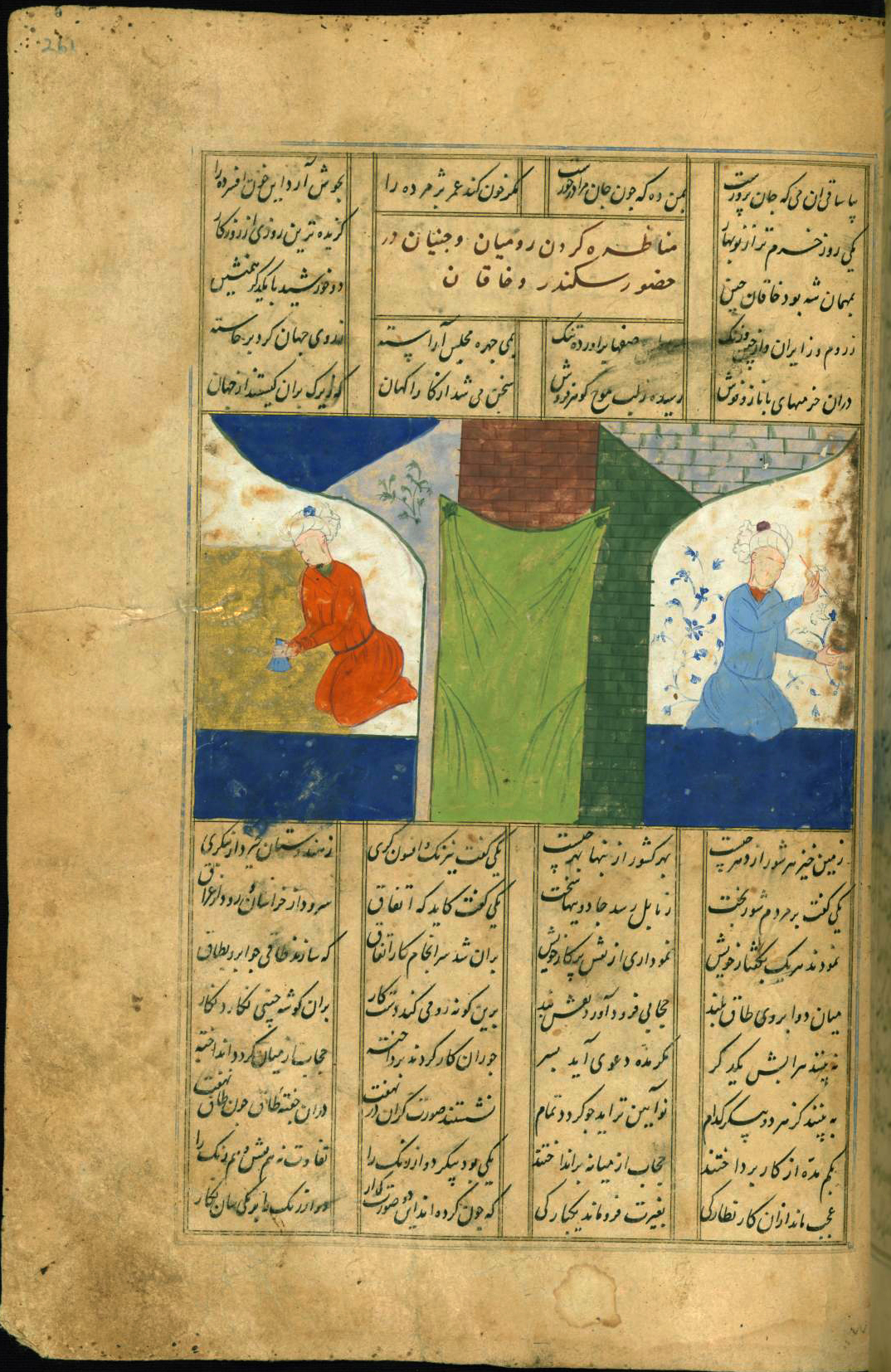
Картина, підписана «Китайський та римський художники, розділені зеленою завісою, змагаються між собою». Автор оригіналу — Нізамі Генджеві (1141–1209 рр.), на фото копія часів Тимуридів, датована 1481 роком.

Прямі торговельні зв'язки між середземноморськими землями та Індією були встановлені наприкінці II ст. до н. е. елліністичним Птолемеївським королівством Єгипту. Грецькі мореплавці навчилися використовувати регулярні мусонні вітри для своїх торговельних подорожей в Індійському океані. Жвава морська торгівля в римські часи підтверджується розкопками великих родовищ римських монет уздовж більшої частини узбережжя Індії. В Індії та Шрі-Ланці вздовж маршруту, який використовувала римська місія, було виявлено багато торговельних портів із зв'язками з римськими громадами. Археологічні дані, що тягнуться від портів Червоного моря від римського Єгипту до Індії, свідчать про те, що римська комерційна діяльність в Індійському океані та Південно-Східній Азії значно знизилася з Антоніном чумою в 166 р. н. е. спалахи відбулися з 151 року н. е.
Високоякісне скло римських виробників в Олександрії та Сирії експортувалося в багато частин Азії, включаючи Хань Китай. Першим римським скляним посудом, знайденим у Китаї, є чаша з синього натрієво-вапняного скла, датована початком I ст. до н. е. та викопана з гробниці Західної Хань у південному портовому місті Гуанчжоу, яка, можливо, потрапила туди через Індійський океан і Південнокитайське море. Інші римські скляні предмети включають скляну мозаїчну миску, знайдену в гробниці принца поблизу Нанкіна, датовану 67 р. н. е., і скляну пляшку з непрозорими білими смугами, знайдену в гробниці Східної Хань у Лояні. Римський та перський скляний посуд був знайдений у гробниці V ст. н. е. в Кьонджу, Корея, столиці стародавнього Сілла, на схід від Китаю. Римські скляні намистини були виявлені аж до Японії, в межах кургану Уцукуші епохи Кофун у V ст. н. е. поблизу Кіото.
З китайських джерел відомо, що інші римські предмети розкоші шанувалися китайцями. До них належать вишиті золотом килими та тканина золотого кольору, бурштин, азбестова тканина та морський шовк, який був тканиною, виготовленою з шовковистих волосків середземноморського молюска Pinna nobilis. Крім срібних і бронзових предметів, знайдених по всьому Китаю, датованих III—II ст. до н. е. і, можливо, походять з імперії Селевкідів, є також римська позолочена срібна пластина, датована II—III ст. н. е. і знайдена в повіті Цзіньюань, Ганьсу, з піднятим рельєфним зображенням у центрі із зображенням греко-римського бога Діоніса, який спочиває на котячому створенні.
Морський шлях відкрився через контрольований Китаєм порт Рінань у Цзяочжі (з центром у сучасному В'єтнамі) та кхмерське королівство Фунань у II ст. н. е., якщо не раніше. Цзяочжі був запропонований Фердинандом фон Ріхтгофеном у 1877 році як порт, відомий греко-римському географу Птолемею як Каттігара, розташований поблизу сучасного Ханоя. Птолемей писав, що Каттігара лежить за Золотим Херсонесом (півострів Малакка) і його відвідав грецький мореплавець на ім'я Олександр, швидше за все, купець. Ідентифікація Ріхтгофеном Каттігари як Ханоя була широко визнана, поки археологічні відкриття в Ок Ео (поблизу міста Хошимін) в дельті Меконгу в середині XX ст. не припустили, що це могло бути його місцем розташування. У цьому місці, яке колись розташовувалося вздовж узбережжя, римські монети були одними з пережитків далекої торгівлі, виявлених французьким археологом Луї Маллере в 1940-х роках. До них належать римські золоті медальйони часів правління Антоніна Пія та його наступника Марка Аврелія. Крім того, там були знайдені римські речі та ювелірні прикраси, що імітують римські монети Антоніна, і Гранвіль Аллен Мавер стверджує, що Каттігара Птолемея, схоже, відповідає широті сучасного Ок Ео. Крім того, на місці також були знайдені римські скляні бусини та браслети.
Торгове сполучення з Каттігари простягалося через порти на узбережжях Індії та Шрі-Ланки аж до контрольованих римлянами портів Єгипту та набатейських територій на північно-східному узбережжі Червоного моря. Археолог Уорвік Болл не вважає переконливим доказом такі відкриття, як римські та натхненні римлянами речі в Ок Ео, монета римського імператора Максиміана, знайдена в Тонкіні, і римська бронзова лампа в П'онг-Туку в дельті Меконгу. що римляни відвідували ці території і припускає, що предмети могли бути представлені індійськими купцями. Помічаючи, що римляни мали визнаний торговий порт у Південно-Східній Азії, Дуґальд О'Рейлі пише, що мало доказів, що свідчать про те, що Каттігара був Ок Ео. Він стверджує, що знайдені там римські речі вказують лише на те, що торговельна мережа Індійського океану поширювалася на стародавнє королівство Фунан.

## Людські останки
У 2010 році шляхом аналізу мітохондріальної ДНК з'ясували, що частковий скелет, знайдений у римській могилі I або II ст. н. е. у Вагнарі, Італія, мав східноазійське походження з боку його матері. Були докази, що він не був родом з Італії, а був рабом або робітником у цій місцевості. Однак, попри наявність євразійських зв'язків, ця особа була не китайського, а палеосибірського походження.
Аналіз археологічних знахідок 2016 року в Саутварку в Лондоні, на місці давньоримського міста Лондініум у Римській Британії, припускає, що два або три скелети із зразка двадцяти двох, що датується II і IV ст. н. е., мають азійське і, можливо, китайське походження. Твердження засноване на криміналістиці та аналізі скелетних рис обличчя. Відкриття представила доктор Ребекка Редферн, куратор остеоології людини в Лондонському музеї. Аналіз ДНК ще не проводився, наявні зразки черепа та зубів дають лише уривчасті докази, а зразки, які були використані, порівнювали з морфологією сучасних популяцій, а не стародавніх.

## Гіпотетичний військовий контакт

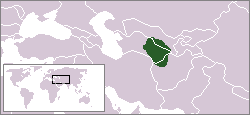
Полонені у битві при Каррах римляни були переміщені до Маргіани царем Ородом II. Їх подальша доля невідома.

Історик Гомер Х. Дабс припустив у 1941 році, що римські військовополонені, які були перекинуті на східний кордон Парфянської імперії, згодом могли зіткнутися з військами Хань там.
Після того, як римська армія під командуванням Марка Ліцинія Красса рішуче програла битву при Каррах у 53 р. до н. е., парфяни відправили до Маргіани близько 10 000 римських полонених, щоб облаштувати кордон. Через деякий час кочовий вождь хунну Чжичжи заснував державу далі на схід у долині Таласа, поблизу сучасного Тараза. Дабс вказує на китайську розповідь Бан Гу про близько «сотні людей» під командуванням Чжичжі, які воювали у так званому «з'єднанні з риб'ячих чешуй», щоб захищати дерев'яну фортецю Чжичжи від військ Хань у битві при Чжичжи. в 36 р. до н. е. Він стверджував, що це могла бути римська формація testudo і що ці чоловіки, які були захоплені китайцями, заснували село Ліцянь (Лі-чіен, можливо, від «легіо») в окрузі Юнчан
.
Були спроби пропагувати китайсько-римський зв'язок для туризму, але синтез римських і китайських джерел Дубсом не знайшов визнання серед істориків на тій підставі, що він є дуже спекулятивним і робить занадто багато висновків без достатніх вагомих доказів. Перевірка ДНК у 2005 році підтвердила індоєвропейське походження кількох жителів сучасного Лікіану; це можна пояснити трансетнічними шлюбами з індоєвропейськими народами, які, як відомо, жили в Ганьсу в давні часи, як-от юечжі та усунь. Набагато більш повний аналіз ДНК понад двохсот чоловіків, жителів села в 2007 році, показав тісний генетичний зв'язок з китайським населенням Хань і значне відхилення від західноєвразійського генофонду. Дослідники приходять до висновку, що люди Ліцянь, ймовірно, мають ханьське походження. У цьому районі відсутні археологічні докази присутності римлян.